# Tôm mũ ni
Tôm mũ ni hay tôm vỗ (danh pháp hai phần: Ibacus ciliatus) là loài động vật giáp xác thuộc bộ Giáp xác mười chân. Loài này được Philipp Franz von Siebold mô tả khoa học đầu tiên năm 1824.
Tôm mũ ni phân bố ở Tây Thái Bình Dương từ Philippines đến bán đảo Triều Tiên và miền Nam Nhật Bản.